# Krasna Zorea, Bahciîsarai
Krasna Zorea (în ucraineană Красна Зоря) este un sat în comuna Tinîste din raionul Bahciîsarai, Republica Autonomă Crimeea, Ucraina.

## Demografie
Componența lingvistică a localității Krasna Zorea
     Rusă (78,51%)
     Tătară crimeeană (10,32%)
     Ucraineană (9,74%)
     Alte limbi (0,29%)
Conform recensământului din 2001, majoritatea populației localității Krasna Zorea era vorbitoare de rusă (78,51%), existând în minoritate și vorbitori de tătară crimeeană (10,32%) și ucraineană (9,74%).